# 2003 في ألبانيا
تحتوي هذه المقالة على أهم الأحداث التي شهدتها ألبانيا في 2003، إضافة إلى أهم الشخصيات الألبانية المتوفية في هذه السنة.

## الحكم
- رئيس الجمهورية : ألفريد مويسيو.
- رئيس الوزراء : فاتوس نانو.

## الأحداث

### يناير
- انطلاق محادثات عملية الاستقرار والانضمام بين ألبانيا والاتحاد الأوروبي، وهي أول خطوة في طريق ألبانيا نحو عضوية الاتحاد الأوروبي.[1]

### أكتوبر
- 12 أكتوبر : تم إطلاق ويكيبيديا الألبانية.